# 配置管理数据库
配置管理数据库（configuration management database）簡稱CMDB，是信息技术基础架构库（ITIL）用語，是組織用來儲存軟體硬體資產（常稱為形態項目，CI）資訊的数据库。配置管理数据库可以將形態項目拆解到對應的邏輯層。資料庫類似組織的資料倉儲，也會記錄各資產之間關係的資訊。CMDB提供方式可以瞭解組織的關鍵資產以及彼此之間的關係，例如信息系统、upstream來源以及資產之間的相依性、以及資產的downstream目標。

## 目的及益處
配置管理数据库（CMDB）是信息技术基础架构库框架的配置管理中的基礎概念。可以用CMDB來追蹤資產（例如產品、系統、軟體、設備、人員）的狀態，例如這些資產在特定的時間點是否存在，以及各資產之間的關係。配置管理数据库可以幫助組織瞭解各元件之間的關係，並且追蹤其配置情形。此資訊的維護會允許在任意時間進行特定的動作（例如重建資產）。CMDB也可以用在影響分析、根本原因分析以及變更管理。
CMDB的实现一般需要“联合”（Federation），即从其它数据源（如资产管理系统），获取数据并纳入CMDB中，期间数据的控制权仍然在数据源。联合和ETL（資料來源端經過抽取、轉置、載入至目的端）解決方案不同，ETL方案會將資料复制进CMDB內。
配置管理数据库可以用在許多的事物上：例如企業智能，軟體建立及硬體建立，投資、變更影響分析及事故管理。
在信息技术基础架构库的環境下，使用CMDB是基礎服務運作及支援的一部份。CMDB表示IT環境中重要組件的授權配置情形。

## 內容
配置管理数据库中會記錄一些資訊，這些資訊也稱為配置項目（CI），其中也會提供配置項目的重要屬性以及彼此之間的關係。

### 配置項目屬性及資料
CMDB所記錄的屬性會依配置項目分類而不同，可能會多達數百個，以下是一些例子：
- 配置項目唯一識別碼或識別碼
- 配置項目名稱或標示（多半是包括完整名稱以及短名稱）
- 配置項目縮寫
- 配置項目敘述
- 配置項目所有者（組織及人員）
- 配置項目重要性

屬性是用元數據所定義，CMDB也會包括元數據，因此其概念也會和元数据的存儲庫（一般用來讓IT組織運作更有效率）重疊。配置管理會著重如何讓資料維持在最近的狀態，這以往是元數據存儲庫的弱點。

### 配置項目之間的關係
配置項目之間的關係至少會由一個目的配置項目，以及一個相關的來源配置項目所組成。若在更進階的關係中（例如本体构成要素），會希望有來源配置項目和目的配置項目之間的描述符（descriptor），可以提供一些相關資訊。，例如，「資料庫」的關係是「應用程式Y」的成員，描述符也稱為是謂詞（Predicate）。

### 配置項目類型
配置項目類型（CI類型，configuration item type）是針對組織希望儲存在CMDB的元件或是形態項目的資料類型。至少所有的軟體、硬體、網路以及儲存設備的配置項目類型都要存在CMDB裡，並且進行追蹤。若企業成熟的話，會開始在CMDB中追蹤商業的配置項目類型，例如人員、市場、產品及第三方實體（例如供應商及合作廠商）。這可以讓配置項目之間的關係更有意義，CMDB也可以變成知識管理更強力的來源。
CI類型有：
- 硬體（英语：Electronic hardware）
- 软件
- 通訊/網路
- 位置
- 文件
- 人員（員工和承包商）

要實現CMDB的關鍵要素是可以自動發現有關CI的資訊（auto-discovery），並且在其變化時追蹤其變化。

## 邏輯表示
CMDB邏輯結構，也稱為是資料庫綱要，會以許多型式出現。最常見的二種是關係資料模型及語意資料模型
关系模型是以一階述詞邏輯為基礎，所有資料都以三元組表示，而三元組會依關係分組。在关系模型中，相關的紀錄會用鍵（key）相連結，鍵針對某項目的資料型態定義是唯一的。這種关系模型會有用於指定數據和查詢的聲明性方法。換句話說，使用者可以直接列出哪一個資料庫中有資訊，哪一個資料庫需要這些資訊，讓資料庫系統說明儲存資料的資料結庫，以及回覆請求的提取過程。
語意資料模型一般會需要資源描述框架，用關係敘述子來映射許多事物之間的關係，可以提供這些事物之間相關性的資訊。

## 挑戰
在創建及維護配置管理数据库時，會有以下的三個挑戰：
- 相關性：需要在配置項目或是紀錄的生命週期當中蒐集其資料。這代表需要加入流程及工具，在資料出現時蒐集其最即時的變化。
- 維護：企業會持續的變化，有關配置項目的資料以及彼此之間的關係也會持續變化。維護是很重大的工作，常常沒有規劃到或是預期到。多半企業後來才發現這是最大的挑戰。
- 可用性：許多的配置管理数据库只有数据库功能，沒有複雜應用程式的功能、特徵或優點，也沒複雜的可視化工具來瀏覽資料，也沒有進階探索的工具。這代表大部份公司需要開發或購置包覆CMDB的應用層。不過，實現這些機能（例如確保資料庫是最新的，或是可以和系統互動，執行指令、加入更新、或布置應用程式）可以擴展配置管理数据库的機能以及其可用性。

因為上面這些理由，公司多半會購買配置管理数据库，不太會自行設計、建立、交付及維護配置管理数据库。

## 联合配置管理数据库
信息技术管理人员可以使用联合的CMDB（联合配置管理数据库）——一个企业级的CMDB——来积累配置、变更和其它离散来源的数据的信息。目标是使用业界标准的接口，使得管理数据的提供者能够把它们的数据集成到紧密结合的、无缝的CMDB中。
该标准的架构于2007年由几家CMDB的供应商的一本白皮书中提出，其中有：ASG Software Solutions、BM软件公司、CA公司、富士通、惠普公司软件部门、IBM和微软。这些成员组成了CMDB联合工作组（CMDBf）。
2009年，分布式管理任务组标准化了CMDBf的规范，提供了跨供应商、标准化的系统管理数据联合的解决方案。

## 外部連結
- SourceForge.net上的OneCMDB - Open Source Configuration Management Database
- Collins: Infrastructure management for engineers （页面存档备份，存于）
- Guide to CMDB solution design （页面存档备份，存于）